# ...And the Beat Goes On!
…And the Beat Goes On! je debutové album německé hudební skupiny Scooter. Bylo vydáno 3. března 1995. Obsahuje 11 skladeb.
Přední obálka alba je pestrobarevná. Vidíme zde pouze výřezy obličejů členů kapely. Ve spodní části obrázku jsou jakési piktogramy graficky znázorňující vybrané skladby z alba. Návrhem designu obalu byl pověřen Marc Schilkowski.
Na začátku a na konci každé skladby (případně i v průběhu) hraje umělý pokřik fanoušků navozující koncertní atmosféru. Na albu se nenachází první singl skupiny Vallée de Larmes. Skladba Faster Harder Scooter je remixem na singl Hyper Hyper, nejedná se o stejnojmenný singl z roku 1999. Singly Hyper Hyper a Move Your Ass! jsou zde v prodloužené verzi. Album obsahuje také B-sidy ze singlů Vallée de Larmes (Cosmos - verze s vokály) a Hyper Hyper (Rhapsody in E).
Styl písniček je silně ovlivněn hudebními žánry rave a happy hardcore. Spíše než souvislé texty, jsou v písničkách náhodné hlášky a výkřiky frontmana. Skladby jsou celkově delší oproti následujícím albům.
Album vyšlo také na LP.
Albu předcházely singly „Hyper Hyper“ a „Move Your Ass!“. Poté následovaly singly „Friends“ a „Endless Summer“.

## Seznam skladeb
| Pořadí | Název                 | Délka |
| ------ | --------------------- | ----- |
| 1.     | Different Reality     | 5:33  |
| 2.     | Move Your Ass!        | 5:38  |
| 3.     | Waiting For Spring    | 4:28  |
| 4.     | Endless Summer        | 4:04  |
| 5.     | Cosmos                | 6:06  |
| 6.     | Rhaposody in E        | 6:02  |
| 7.     | Hyper Hyper           | 5:00  |
| 8.     | Raving in Mexico      | 6:05  |
| 9.     | Beautiful Vibes       | 5:13  |
| 10.    | Friends               | 5:10  |
| 11.    | Faster Harder Scooter | 5:06  |

V roce 2013 vyšla rozšířená a digitálně upravená trojdisková reedice …And the Beat Goes On! (20 Years of Hardcore Expanded Edition):

### CD 1
Původní album

### CD 2
1. Vallée de Larmes - (6:45)
2. Vallée de Larmes (Re-Incarnation by the Loop! Version) - (4:35)
3. Hyper Hyper (On a Spanish Fly Tip) - (5:10)
4. Hyper Hyper (Prezioso Mix 2) - (2:53) - dříve nevydaný remix
5. Modeselektor feat. Otto von Schirach - Hyper Hyper - (5:16)
6. Move Your Ass! (Ultra-Sonic Remix) - (7:14)
7. Move Your Ass! (Mandala Remix) - (6:27)
8. Move Your Ass! (Mega'Lo Mania - Acid Mania Mix) - (5:47)
9. Move Your Ass! (Para-Dizer Remix) - (3:21)
10. Move Your Ass! (Men Behind Mix) - (5:52)
11. Move Your Ass! (Alien Factory Remix) - (5:31)
12. Move Your Ass! (Matiz Remix) - (5:27)
13. Sido, Kitty Kat & Tony D. - Beweg dein Arsch - (3:27)

### CD 3
1. Friends (Single Version) - (4:40)
2. Friends (Ramon Zenker Club Mix) - (5:32)
3. Friends (Jeyenne Mix) - (4:30)
4. Endless Summer (Maxi-Version) - (5:13)
5. Endless Summer (Datura Remix) - (4:52)
6. Endless Summer (Datura Instrumental Version) - (4:52)
7. Endless Summer (Microwave Prince Remix) - (8:53)
8. Endless Summer (Spanish Version) - (5:10)
9. Endless Summer / Hyper Hyper / Move Your Ass! (Live) - (6:05)
10. Unity Without Words (Part I) - (6:02)
11. Across the Sky - (5:46)
12. Back in Time - (7:04)